# Arrondissement de Vervins
L'arrondissement de Vervins est une division administrative française, située dans le département de l'Aisne et la région Hauts-de-France.

## Histoire
L'arrondissement est l'un des cinq arrondissements de l'Aisne, créés par la loi du 28 pluviôse an VIII (17 février 1800), en même temps que les autres arrondissements français.
Ses limites sont modifiées le 1er janvier 2017 par arrêté préfectoral du 20 décembre 2016.

## Géographie
Ce regroupement constitue une partie de la Thiérache, toponyme plus ancien et qui se poursuit jusqu'en Belgique. La Vallée de la Serre en fait partie, et en forme la bordure.

## Composition

### 1800-2015
L'arrondissement comprend, à sa création, 8 cantons dont Aubenton, Guise, Hirson, La Capelle, Le Nouvion-en-Thiérache, Sains, Vervins et Wassigny, une composition inchangée avant le redécoupage des cantons de 2014, effectif en mars 2015. Il est composé de 130 communes.

### Période 2015 et 2016
Contrairement à l'ancien découpage où chaque canton était inclus à l'intérieur de l'arrondissement, le canton reste une simple circonscription électorale, mais il perd son caractère de circonscription administrative, existant depuis la Révolution française. Le nouveau découpage cantonal s'affranchit donc des limites des arrondissements. L'arrondissement de Vervins comprend deux cantons entiers (Guise et Hirson) et deux cantons partiels (Marle et Vervins). Sa composition communale reste inchangée.
Le tableau suivant présente la répartition par arrondissement dans le département de l'Aisne entre 2015 et 2016 :
| N° | Canton  | Vervins | Laon |
| -- | ------- | ------- | ---- |
| 7  | Guise   | 45      |      |
| 8  | Hirson  | 26      |      |
| 11 | Marle   | 23      | 42   |
| 19 | Vervins | 36      | 30   |
|    |         | 130     |      |

### À partir de 2017
Au 1er janvier 2017, une réorganisation des arrondissements est effectuée, pour mieux intégrer les récentes modifications des intercommunalités et faire coïncider les arrondissements aux circonscriptions législatives ; trente communes passent de Laon vers Vervins : Archon, Les Autels, Berlise, Brunehamel, Chaourse, Chéry-lès-Rozoy, Clermont-les-Fermes, Cuiry-lès-Iviers, Dagny-Lambercy, Dizy-le-Gros, Dohis, Dolignon, Grandrieux, Lislet, Montcornet, Montloué, Morgny-en-Thiérache, Noircourt, Parfondeval, Raillimont, Renneval, Résigny, Rouvroy-sur-Serre, Rozoy-sur-Serre, Sainte-Geneviève, Soize, Le Thuel, Vigneux-Hocquet, La Ville-aux-Bois-lès-Dizy, Vincy-Reuil-et-Magny,.
Au 1er janvier 2024, l'arrondissement groupe les 160 communes suivantes :
1. Aisonville-et-Bernoville
2. Any-Martin-Rieux
3. Archon
4. Aubenton
5. Audigny
6. Les Autels
7. Autreppes
8. Bancigny
9. Barzy-en-Thiérache
10. Beaumé
11. Bergues-sur-Sambre
12. Berlancourt
13. Berlise
14. Bernot
15. Besmont
16. Boué
17. La Bouteille
18. Braye-en-Thiérache
19. Brunehamel
20. Bucilly
21. Buire
22. Buironfosse
23. Burelles
24. La Capelle
25. Chaourse
26. Chéry-lès-Rozoy
27. Chevennes
28. Chigny
29. Clairfontaine
30. Clermont-les-Fermes
31. Coingt
32. Colonfay
33. Crupilly
34. Cuiry-lès-Iviers
35. Dagny-Lambercy
36. Dizy-le-Gros
37. Dohis
38. Dolignon
39. Dorengt
40. Effry
41. Englancourt
42. Éparcy
43. Erloy
44. Esquéhéries
45. Étréaupont
46. Étreux
47. Fesmy-le-Sart
48. La Flamengrie
49. Flavigny-le-Grand-et-Beaurain
50. Fontaine-lès-Vervins
51. Fontenelle
52. Franqueville
53. Froidestrées
54. Gercy
55. Gergny
56. Grandrieux
57. Grand-Verly
58. Gronard
59. Grougis
60. Guise
61. Hannapes
62. Harcigny
63. Hary
64. Hauteville
65. Haution
66. La Hérie
67. Le Hérie-la-Viéville
68. Hirson
69. Houry
70. Housset
71. Iron
72. Iviers
73. Jeantes
74. Laigny
75. Landifay-et-Bertaignemont
76. Landouzy-la-Cour
77. Landouzy-la-Ville
78. Lavaqueresse
79. Lemé
80. Lerzy
81. Leschelle
82. Lesquielles-Saint-Germain
83. Leuze
84. Lislet
85. Logny-lès-Aubenton
86. Lugny
87. Luzoir
88. Macquigny
89. Malzy
90. Marfontaine
91. Marly-Gomont
92. Martigny
93. Mennevret
94. Molain
95. Monceau-le-Neuf-et-Faucouzy
96. Monceau-sur-Oise
97. Mondrepuis
98. Montcornet
99. Montloué
100. Mont-Saint-Jean
101. Morgny-en-Thiérache
102. Nampcelles-la-Cour
103. Neuve-Maison
104. La Neuville-Housset
105. La Neuville-lès-Dorengt
106. Noircourt
107. Le Nouvion-en-Thiérache
108. Noyales
109. Ohis
110. Oisy
111. Origny-en-Thiérache
112. Papleux
113. Parfondeval
114. Petit-Verly
115. Plomion
116. Prisces
117. Proisy
118. Proix
119. Puisieux-et-Clanlieu
120. Raillimont
121. Renneval
122. Résigny
123. Ribeauville
124. Rocquigny
125. Rogny
126. Romery
127. Rougeries
128. Rouvroy-sur-Serre
129. Rozoy-sur-Serre
130. Sains-Richaumont
131. Saint-Algis
132. Saint-Clément
133. Sainte-Geneviève
134. Saint-Gobert
135. Saint-Martin-Rivière
136. Saint-Michel
137. Saint-Pierre-lès-Franqueville
138. Soize
139. Sommeron
140. Sorbais
141. Le Sourd
142. Thenailles
143. Le Thuel
144. Tupigny
145. Vadencourt
146. La Vallée-au-Blé
147. La Vallée-Mulâtre
148. Vaux-Andigny
149. Vénérolles
150. Vervins
151. Vigneux-Hocquet
152. La Ville-aux-Bois-lès-Dizy
153. Villers-lès-Guise
154. Vincy-Reuil-et-Magny
155. Voharies
156. Voulpaix
157. Wassigny
158. Watigny
159. Wiège-Faty
160. Wimy

## Administration
| Période           | Période          | Identité                  | Fonction précédente                                                                           | Observation                                                                          |
| ----------------- | ---------------- | ------------------------- | --------------------------------------------------------------------------------------------- | ------------------------------------------------------------------------------------ |
| 1815              | 1815             | Valéry de Vismes          |                                                                                               |                                                                                      |
|                   |                  |                           |                                                                                               |                                                                                      |
| 28 novembre 1870  | 1er juin 1871    | Charles Thomson           |                                                                                               | Devenu Ambassadeur au Danemark                                                       |
|                   |                  |                           |                                                                                               |                                                                                      |
| 1925              | 1934             | Edmond Toucas-Massillon   |                                                                                               |                                                                                      |
|                   |                  |                           |                                                                                               |                                                                                      |
|                   | 22 novembre 1990 | Jean-Michel Arlie         |                                                                                               | Sous-préfet hors cadre                                                               |
| 28 mars 1991      | 22 juillet 1993  | Pierre Gévart             | Administrateur de la ville de Paris                                                           | Sous-préfet de Sarreguemines                                                         |
| 9 septembre 1993  | 5 mars 1996      | François Lobit            | Secrétaire général adjoint de la préfecture du Nord                                           | Secrétaire général de la préfecture de l'Ain                                         |
| 3 avril 1996      | 28 juillet 1998  | Marc Marfort              | Secrétaire général de la préfecture de l'Indre                                                | Service détaché                                                                      |
| 21 août 1998      | 28 août 2000     | Bruno Triquenaux          | Administrateur civil                                                                          | Directeur de cabinet du préfet de la région Champagne-Ardenne                        |
| 28 août 2000      | 10 juillet 2002  | Christian Colin           | Conseiller de la chambre régionale des comptes                                                | Secrétaire générale de la préfecture de la Nièvre                                    |
| 10 juillet 2002   | 30 juin 2004     | Jacky Hautier             | Secrétaire général adjoint de la préfecture du Nord                                           | Fonctionnaire en position de service spéciale                                        |
| 25 août 2004      | 20 juillet 2006  | Anne Bruant-Bisson        | Administratrice civile                                                                        | Administratrice civile                                                               |
| 20 juillet 2006   | 17 mars 2008     | Évelyne Guyon             | directrice de cabinet du préfet de l'Allier                                                   | Sous-préfète hors classe en service détaché                                          |
| 26 mai 2008       | 23 août 2012     | Élodie Sches              | sous-préfète hors classe                                                                      | Sous-préfète de Nantua                                                               |
| 23 août 2012      | 23 avril 2013    | Claude Ballade            | sous-préfet de Pithiviers                                                                     | Décès en fonction                                                                    |
| 27 juin 2013      | 30 juillet 2015  | Odile Bureau              | Conseillère d'administration de l'intérieur et de l'outre-mer                                 | Sous-préfète de Péronne                                                              |
| 14 décembre 2015  | 6 décembre 2017  | Dominique Babski          | Premier conseiller du corps des tribunaux administratifs et des cours administratives d'appel | Réintégration dans son corps d'origine                                               |
| 5 juin 2018       | 26 août 2021     | Sonia Hasni (d)           | Administratrice territoriale                                                                  | Nommée sous-préfète chargée de mission auprès du préfet de la région Hauts-de-France |
| 15 septembre 2021 | 22 novembre 2023 | Benoît Ready (d)          | Conseiller d'administration de l'intérieur et de l'outre-mer                                  | Nommé directeur de cabinet de la préfète des Deux-Sèvres                             |
| 7 février 2024    | En cours         | Ophélie Ragueneau-Greneau |                                                                                               |                                                                                      |

## Démographie
En 2022, l'arrondissement comptait 69 339 habitants.
| 1962   | 1968   | 1975   | 1982   | 1990   | 1999   | 2006   | 2011   | 2016   |
| ------ | ------ | ------ | ------ | ------ | ------ | ------ | ------ | ------ |
| 84 352 | 81 937 | 76 930 | 73 620 | 70 574 | 68 822 | 67 495 | 67 044 | 72 157 |

| 2021   | 2022   | - | - | - | - | - | - | - |
| ------ | ------ | - | - | - | - | - | - | - |
| 69 956 | 69 339 | - | - | - | - | - | - | - |

Le tableau et l'histogramme ci-dessus correspondent à la population de l'arrondissement, jusqu'au recensement de 2011 dans ses limites territoriales d'avant 2017.